# Partido San Isidro
San Isidro ist ein Partido im Norden der Provinz Buenos Aires in Argentinien. Der Verwaltungssitz ist die Stadt San Isidro, in der auch ein großer Teil der Einwohner lebt. Laut einer Schätzung von 2019 hat der Partido 292.520 Einwohner auf 48 km².

## Orte
San Isidro ist in 6 Ortschaften und Städte, sogenannte Localidades, unterteilt.
- Villa Adelina
- Boulogne Sur Mer
- Martínez
- Acassuso
- San Isidro (Verwaltungssitz)
- Beccar